# Waves (Kryptowährung)
Waves ist eine auf Proof of Stake basierende Kryptowährung. Das Waves-Entwicklerteam betreibt die quelloffene dezentrale Handelsplattform WX.Network. Waves entwickelte außerdem die private Blockchainlösung Waves Enterprise.

## Kryptowährung
Die Kryptowährung Waves wurde 2016 veröffentlicht, um Unzulänglichkeiten der Kryptowährung Nxt zu beheben. Waves ist eine Kryptowährung der zweiten Generation. Anders als Kryptowährungen der ersten Generation wie Bitcoin oder Litecoin verwendet Waves das Mining-Konzept Proof of Stake (PoS). Bei PoS wird ein Konsens über Blockchain-Transaktionen nicht über das Lösen mathematischer Rätsel, sondern über das Bereitstellen von Waves erzielt.
Waves erreichte im Dezember 2017 ein Allzeithoch mit einer Marktkapitalisierung von 1,7 Milliarden USD. Am 18. April 2019 stürzte der Waves-Kurs auf der Kryptobörse Binance von über 2 US-Dollar auf weit unter einen Dollarcent ab. Der Kurseinbruch war die Folge einer Verkaufsorder mit einem Volumen von 500.000 Waves.

## Dezentrale Handelsplattform
WX.Network ist eine quelloffene, dezentrale Handelsplattform für Kryptowährungen, die am 12. April 2016 vom russischen Physiker Sascha Ivanow gegründet wurde. Am 20. November 2018 erfolgte die Eintragung der Waves Platform AG in das schweizerische Handelsregister.
WX.Network baut auf den Funktionalitäten der Nxt-Plattform auf. Im Gegensatz zu Nxt erlaubt WX.Netwok die Einbringung neuer Funktionalitäten mit Plugins. Auf diese Weise können unterschiedliche Funktionalitäten genutzt werden, ohne die Blockchain-Software an sich ändern zu müssen. Dies reduziert die Gefahr von Abspaltungen in zwei Blockchains.
WX.Network erlaubt es Endnutzern gegen eine Gebühr von einem Waves eine eigene Kryptowährung erstellen.
WX.Network steht als Webanwendung und als Desktopanwendung zur Verfügung. Beide Anwendungen können über das Cold Wallet Ledger Nano S und Ledger Blue zugegriffen werden.
Die Transaktionskosten für den Handel mit Kryptowährungen beträgt unabhängig vom Ordervolumen 0,003 Wave.

## Vostok
Im April 2018 gründete das Waves-Entwicklerteam das Vostok-Projekt zur Schaffung einer privaten Blockchain. Im Dezember 2018 sammelte das Waves-Entwicklerteam von öffentlichen und privaten Investoren 120 Millionen USD ein.
Waves-CEO Sasha Ivanow sagte, Vostok sei ein „dezentralisiertes Netzwerk zum kosteneffizienten Speichern von Daten“. Private Blockchains seien wie öffentliche Blockchains sehr sicher. Aufgrund der geringen Nutzerzahl seien private Blockchains aber um ein Vielfaches schneller als öffentliche Blockchains.